# Стари надгробни споменици у Давидовици
Стари надгробни споменици у Давидовици (Општина Горњи Милановац) представљају важан извор података за проучавање генезе становништва овог места. 

## Давидовица
Атар села Давидовица простире се у северном делу општине Горњи Милановац. Давидовица се граничи са селима Церова, Заграђе, Рељинци и Крива Река. На јужној страни је тромеђа Шилопаја, Церове и Криве Реке.
Село је старо. По локалном предању, име је добила по Давиду, који се овде са браћом доселио из Сјенице почетком 18. века.. Насеље је највећи број становника имало између два светска рата. Сеоска слава је Мали Спасовдан.

## Сеоско гробље
У Давидовици постоји једно сеоско гробље. Споменици се одликују великим варијететом форми. Најстарији споменици су у облику крстоликих знамења са једноставним геометријским урезима. Мотив "насмејаног човека" на овом гробљу среће се на два споменика. Најбројнији су омањи споменици облика квадра. За њима следе високи "капаши". Јављају се још плоче које се завршавају формом крста и стубови засеченог врха - такозвани "пирамидаши". На гробљу је најуочљивији репрезентативан, нажалост оштећен споменик богате скулпторске обраде - рад каменоресца Вујице Гавровића.